# Andrzej Lam
Andrzej Lam (ur. 26 grudnia 1929 w Grudziądzu) – polski historyk literatury i krytyk, polonista, tłumacz poezji łacińskiej i niemieckiej, profesor nauk humanistycznych. Członek Towarzystwa Naukowego Warszawskiego.

## Życiorys
Studia polonistyczne odbył na Uniwersytecie Jagiellońskim (1947–1950) i Uniwersytecie Warszawskim (1950–1952). Związany z Uniwersytetem Warszawskim (1951–2001) i z Akademią im. A. Gieysztora w Pułtusku (2004–2014). W roku akademickim 1982/1983 wykładał literaturę polską na Uniwersytecie Jana Gutenberga w Moguncji.
Należał do zespołu założycielskiego „Przeglądu Humanistycznego”. Był redaktorem dwutygodnika literackiego „Współczesność”, współredaktorem „Miesięcznika Literackiego” i „Rocznika Literackiego”. Redaktor edycji Pism Karola Irzykowskiego.  Wydał z rękopisu wspomnienia Stanisława Lama Życie wśród wielu i Mieczysława Jastruna Pamięć i milczenie. Wraz z Arturem Hutnikiewiczem był współredaktorem przewodnika encyklopedycznego Literatura polska XX wieku. Przewodniczył jury Warszawskiej Premiery Literackiej 1985–2009.
Przełożył Dzieła wszystkie Horacego (1992) i utwory poetów niemieckich: Pieśń o Nibelungach, pieśni minnesingerów, dzieła Wolframa von Eschenbach, Sebastiana Branta, Anioła Ślązaka, Johanna W. Goethego, Friedricha Schillera (oda Do Radości), Friedricha Hölderlina, Novalisa, Josepha von Eichendorffa, Heinricha Heinego, Eduarda Mörikego, Friedricha Nietzschego, Stefana George, Rainera M. Rilkego, Georga Trakla, Ernsta Stadlera, Georga Heyma, Gottfrieda Benna, Paula Celana i in.
Prace historyczno- i teoretycznoliterackie A. Lama dotyczą nurtów awangardowych w literaturze XX wieku, języka poetyckiego, wątków tradycji literackiej ujętych komparatystycznie (Kochanowski i Horacy, Mickiewicz i Anioł Ślązak, polski modernizm i niemiecki ekspresjonizm). Obszerniejsze studia poświęcił twórczości Wacława Sieroszewskiego (był współredaktorem wydania jego Dzieł), Karola Irzykowskiego, Bolesława Leśmiana, Juliana Przybosia, Jerzego Szaniawskiego, Władysława Broniewskiego, Konstantego I. Gałczyńskiego, Władysława Sebyły, Witolda Gombrowicza, Mariana Hemara, Aleskandra Janty, ks. Jana Twardowskiego, Karola Wojtyły, Tadeusza Różewicza, Wisławy Szymborskiej, Zbigniewa Herberta, Stanisława Grochowiaka. 
Ważniejsze publikacje:
- Jan Kochanowski. Andrzej Frycz Modrzewski. [W:] Wielcy Polacy Odrodzenia, 1956
- Wiersze i krajobrazy. Antologia poetycka (wspólnie z J. Trznadlem), 1960
- Opisanie z pamięci. Antologia poetycka londyńskiej grupy „Kontynentów”, 1965
- Wyobraźnia ujarzmiona, 1967 (szkice lit. i rozprawy)
- Polska awangarda poetycka. Programy lat 1917–1923, t. 1 Instynkt i ład, t. 2 Manifesty i protesty (Antologia), 1969; wyd. rozszerz. 2023
- Kolumbowie i współcześni. Antologia poezji polskiej po roku 1939, 1972; 2. wyd. 1976
- Z teorii i praktyki awangardyzmu, 1976
- Marksizm i literaturoznawstwo współczesne. Antologia (wspólnie z B. Owczarkiem), 1979
- Ze struny na strunę. Wiersze poetów Polski Odrodzonej 1918–1978, 1980
- Mainzer Vorlesungen über die polnische Literatur seit 1918, München 1983
- Lupus in fabula. Szkice literackie, 1988
- Literatur Polens 1944 bis 1985. Einzeldarstellungen, oprac. zespół autorów pod kier. A.Lama., Berlin 1990
- Die literarische Avantgarde in Polen. Dichtungen–Manifeste–Theoretische Schriften, przeł. Z. Wilkiewicz, Tübingen 1990
- Inne widzenie. Studia o poezji polskiej i niemieckiej, Warszawa 2001
- Poznać to, co mówimy. Prace filologiczne i wspomnienia, 2009
- Portrety i spotkania, 2014; wyd. zmienione 2018
- Anioł Ślązak Mickiewicza, 2015
- Polonistyka warszawska po wojnie, w: Nasz Uniwersytet. Wspomnienia pracowników UW, 2016
- Antologia niemieckiej poezji klasycznej od średniowiecza do Celana; wyd. 2. rozszerz. 2023

Andrzej Lam jest synem Longina i Janiny z domu Zgórniak, jest synem bratanka Jana i bratankiem Stanisława i Władysława. Ożenił się w 1960 roku z Donatą Świtalską (zm. 2021).